# Holidays on Ice
(da Holidays on Ice)
Holidays on Ice è una raccolta di brevi racconti scritti da David Sedaris. La prima edizione americana risale al 1997 e contiene sei racconti, mentre la prima edizione italiana è del 2003 e contiene solamente quattro racconti. Tema centrale della raccolta sono le festività natalizie, analizzate con spirito dissacrante e spietato umorismo nero.

## Racconti presenti nell'edizione italiana

### Dinah, la zoccola di Natale
Sedaris racconta di una nottata insieme alla sorella Lisa nel tentativo di liberare una prostituta dal suo fidanzato violento.

### Al centro della prima fila con Thaddeus Bristol
Un resoconto del pessimo spettacolo natalizio messo in scena dai bambini di una scuola elementare.

### Tratto da una storia vera
Il produttore esecutivo di un'importante televisione, parlando dal pulpito di una chiesa, cerca di convincere i fedeli a dargli tutte le informazioni relative a una ragazza della loro comunità che ha una storia straziante da raccontare: intento del produttore è quello di costruire un programma televisivo intorno a questa disgraziata vicenda.

### Natale significa dare
Due famiglie di vicini benestanti rivaleggiano in una gara di generosità durante le festività.

## Racconti non presenti nell'edizione italiana (ma presenti in "Ciclopi")

### SantaLand diaries
Sedaris racconta della sua esperienza di lavoro come elfo presso un centro commerciale Macy's.

### Season's greetings to our friends and family!!!
Una lettera di Natale scritta dalla signora Dunbar, matriarca del clan Dunbar.